# Bathmochtha
Bathmochtha este un gen de molii din familia Lymantriinae.